# Vararia tropica
Vararia tropica är en svampart som beskrevs av A.L. Welden 1965. Vararia tropica ingår i släktet Vararia och familjen Lachnocladiaceae.   Inga underarter finns listade i Catalogue of Life.